# Vid (ime)
Vid je moško osebno ime.

## Slovenske različice
- moške različice imena: Vido, Vide, Vidko, Vidoje, Vidoljub, Vidomir, Vidoslav,
- ženske oblike imena Vida

## Tujejezikovne različice
Angleško Guy, francosko Guy, špansko Guido, italijansko Guido, portugalsko Guido, nemško Veit, češko Vit, poljsko Wit

## Izvor imena
Ime Vid izhaja iz latinskega imena Vitus. Ime Vitus se povezuje z latinsko besedo vita »življenje«, tudi z latinskim vitalus »mladič« ali avitus »ded«. Nekatere slovenske različice imena vitus se dajo razlagati tudi iz slovanskega vit skupaj s pomenom »vladar, mogočen, vladajoč« npr. Vitomil, Ljudevit. Lahko pa je ime Vid povezano tudi z germanskim imenom Wido, ki ga razlagajo iz gotskega imena widus v pomenu »les, gozd« ali starosaškega imena wid ali starovisokonemškega imena wit v pomenu besede »daleč«.

## Izbor svetniških imen
Vid praznuje god 15. junija. Sveti Vid spada v Sloveniji med najbolj znane svetnike; leta 1985 je bilo na Slovenskem 43 cerkva sv. Vida. Cerkve sv. Vida so med najstarejšimi in so jih po mnenju raziskovalcev postavljali v krajih, kjer so poprej častili Svetovita, poganskega boga Slovanov.

## Imena krajev
Po sv. Vidu so poimenovani številni kraji: Sv. Vid, Šentvid, Vidovica, Šentviška gora, Šembid, Šembije.

## Pogostost imena
Po podatkih Statističnega urada Republike Slovenije je bilo na dan 31. decembra 2007 v Sloveniji število moških oseb z imenom Vid: 2.087. Med vsemi moškimi imeni pa je ime Vid po pogostosti uporabe uvrščeno na 106. mesto.

## Izpeljanke priimkov
Iz imena Vid so nastali priimki Vide, Videc, Vidic, Vidič, Vidkovič, Vidovič, Bajt, Fajt